# Obligationsrätt
Obligationsrätt är en juridisk term som åsyftar det område inom civilrätten som behandlar olika slags fodringsförhållanden.
Huvudregeln inom obligationsrätten är att juridiska personer har rätt att ingå avtal med varandra (se avtalsfrihet). Svenska rätt har dock flera inskärningar av avtalsfriheten, däribland olika former av konsumentskydd, arbetstagarskydd och allmänna inskränkningar såsom pactum turpe.

## Jämför
- Sakrätt
- Förmögenhetsrätt